# Ritorno all'Isola che non c'è
Ritorno all'Isola che non c'è (Return to Never Land) è un film d'animazione del 2002 diretto da Robin Budd. È prodotto da DisneyToon Studios di Sydney e uscito negli Stati Uniti il 10 febbraio 2002, distribuito da Walt Disney Pictures. Il film è il sequel ufficiale de Le avventure di Peter Pan (1953), basato sull'opera più famosa di J. M. Barrie, Peter e Wendy.
Il film è uscito in home video con il titolo Peter Pan - Ritorno all'Isola che non c'è (Peter Pan II: Return to Never Land).
L'opera voleva celebrare il centenario dalla prima apparizione di Peter Pan nell'opera del 1902, L'uccellino bianco. 
Il film non è del tutto originale, poiché è ispirato in parte al finale dell'opera originale.

## Trama
Londra, 1944. Wendy Darling, la vecchia amica di Peter Pan, è diventata adulta, si è sposata con un soldato di nome Edward e ha due figli: Jane e Danny. Mentre infuria la seconda guerra mondiale, Edward lascia la sua famiglia per combattere, lasciando Wendy a occuparsi dei bambini. Sotto le pressioni della guerra Jane è diventata molto cinica, sminuendo le storie di Peter Pan che la madre racconta e ridicolizzando involontariamente la fede di suo fratello in esse. 
Al quarto compleanno di Danny, Wendy viene informata che i bambini sono in programma per essere evacuati nelle campagne per protezione. Jane si rifiuta di andare, avendo promesso a suo padre di occuparsi della famiglia e discutendo litigiosamente con la madre e il fratello. In seguito, Wendy rimprovera Jane per il suo sfogo e il suo comportamento.
Mentre Wendy e i suoi figli sono a letto, Capitan Uncino e la sua ciurma arrivano con la nave incantata di polvere di fata e rapiscono Jane, scambiandola per Wendy (non tenendo conto degli anni che sono passati) e la portano all'Isola che non c'è, dove vogliono darla in pasto ad una piovra gigante per attirare Peter in una trappola (il coccodrillo è già stato ucciso da Uncino). Tuttavia, Peter salva Jane e Uncino ottiene un assaggio della sua stessa medicina quando la piovra lo attacca e quasi lo mangia, ma viene salvato da Spugna. Uncino si dispera quando capisce che adesso sarà la Piovra a dargli la caccia. Dopo aver scoperto che Jane è la figlia di Wendy, Peter pensa che voglia seguire le sue orme e la porta a casa sua per essere la madre dei Bimbi Sperduti, ma Jane rifiuta perché lei è più interessata a tornare a casa. Il giorno dopo, i ragazzi non riescono ad insegnarle come volare. Infastidita dal loro comportamento indisciplinato, Jane perde la calma e dichiara che non crede alle fate il che comincia a uccidere lentamente Trilli. Peter racconta ai Bimbi Sperduti che se Jane continuerà a non credere nelle fate "la luce di Trilli si spegnerà", così propone di farla diventare una di loro.
Uncino, sentendo per caso il desiderio di Jane di tornare a casa, progetta di usare questo a suo vantaggio. Quella sera Jane viene avvicinata da Uncino, che la inganna con un accordo: le promette di riportarla a casa se riesce a trovare il tesoro che Peter e i ragazzi gli hanno rubato, dandole un fischietto per segnalarglielo quando lo trova. I Bimbi Sperduti vanno alla ricerca di Jane e alla fine Peter la trova. Jane suggerisce di giocare alla "caccia al tesoro", e Peter e i suoi amici le mostrano come si divertono. Jane comincia a cambiare la sua immagine seria e impara anche a divertirsi. Quando Jane trova il tesoro di Uncino, prende il fischietto e lo getta via, rifiutandosi di aiutarlo. Peter e i suoi amici fanno di Jane la prima Bimba Sperduta, il che la commuove molto e festeggiano. Tuttavia, uno dei Bimbi Sperduti trova e suona il fischietto avvertendo accidentalmente i pirati, che catturano i ragazzi e smascherano Jane come loro complice. Jane cerca di convincere Peter che non voleva aiutare Uncino per davvero, ma lui la rimprovera per il suo tradimento e le rivela che poiché lei non crede alle fate la luce di Trilli si spegnerà.
Inorridita dal suo errore, Jane torna di corsa a casa dei Bimbi Sperduti e trova Trilli in punto di morte. Jane è sconvolta per averla fatta morire, ma la sua ritrovata fede nelle fate resuscita Trilli e le due diventano amiche. Entrambe si affrettano alla Jolly Roger, dove Uncino costringe Peter (ammanettato ad un'ancora) a camminare sull'asse. Jane interviene e con l'aiuto di Trilli, libera i Bimbi Sperduti e insieme sconfiggono i pirati. Jane recupera la chiave delle manette di Peter da Uncino, il quale però la mette alle strette minacciando di ucciderla e di arrendersi; tuttavia Jane si fa cospargere da Trilli di polvere di fata e impara a volare, liberando Peter. Uncino, incapace di accettare la sconfitta, afferra una corda e prende in ostaggio Jane, minacciando nuovamente di ucciderla, ma Peter lancia il suo pugnale per tagliare la corda liberando Jane e facendo cadere Uncino in mare, dove viene inseguito dalla piovra. La nave di Uncino viene affondata dalla piovra, che poi insegue lui e i pirati in fuga su una scialuppa. Ora che può volare, Jane è in grado di tornare a casa. Dopo essersi scusata dolcemente con sua madre per il suo comportamento precedente, Jane si riconcilia con suo fratello e insieme a lui si diverte raccontando le storie di Peter Pan e Capitan Uncino.
Peter e Trilli incontrano di nuovo Wendy dopo molti anni. Anche se Peter è deluso dal fatto che è cresciuta, Wendy gli assicura di non essere davvero cambiata. Peter capisce questo e lo nota: prima che voli via, promette che si vedranno ancora. Edward intanto torna dall'esercito, con grande gioia della famiglia che ora è finalmente riunita. Peter e Trilli li osservano per un momento e poi tornano definitivamente sull'Isola che non c'è.

## Personaggi
- Jane Darling: è la protagonista del film. Ha 12 anni, da piccola credeva in Peter Pan, ma a causa dell'assenza del padre partito per combattere e delle condizioni gravi causate dalla guerra ha smesso di crederci. Dopo essere stata rapita da Capitan Uncino tornerà a credere in Peter, che la salverà più volte.
- Peter Pan: protagonista maschile del film, è il famoso ragazzo che non vuole crescere ed il giovane capo dei bimbi sperduti, che aiuterà Jane a volare. Anche se sono passati molti anni dal loro ultimo incontro, è ancora amico di Wendy.
- Capitan Uncino: l'antagonista principale del film. Acerrimo nemico di Peter Pan, è un capitano pirata vanitoso, vendicativo, astuto e perfido, seppur con tratti comicamente infantili. Durante il film tenterà più volte di sfruttare Jane per catturare Peter; in questo film si è inoltre sbarazzato del coccodrillo che gli dava la caccia.
- Spugna: l'antagonista secondario del film. È l'anziano, goffo e simpatico nostromo e amico di Uncino, ma non è crudele o violento quanto lui.
- Trilli: è la fatina amica di Peter Pan, inizialmente gelosa di Jane come lo era per Wendy nel primo film.
- Wendy Darling: è la madre di Jane e Danny, la vecchia amica di Peter Pan.
- Edward Darling: è il marito di Wendy e padre di Jane e Danny. Per tutto il film è in guerra e torna solo alla fine.
- Danny Darling: è il fratello di Jane, ha 4 anni e secondo figlio di Wendy e Edward. Ha la stessa età e l'aspetto dello zio Michele quando era bambino. All'inizio Jane spezza i suoi sentimenti dicendogli che Peter Pan non esiste, alla fine fanno pace e Jane gli racconta della sua avventura appena vissuta.
- Nana II: è il nuovo cane della famiglia Darling, discendente di Nana.
- La Piovra: è una piovra gigante che Capitan Uncino tenterà di usare per darle in pasto Jane e Peter Pan, ma che gli si ritorce contro. È la seconda paura più grande di Uncino dopo il coccodrillo apparso nel film precedente. Il personaggio successivamente riappare (con un design simile ma diverso) nella serie animata Jake e i pirati dell'Isola che non c'è, ambientata prima degli eventi del film.

## Altri media
Nel 2002, per promuovere il film fu distribuito per Disney Interactive Studios un videogioco basato sul film dall'omonimo titolo: il videogioco si differenzia molto dal film originale, anche per la presenza di Coco.
Nel 2005 venne distribuito sempre dalla Disney il videogioco Peter Pan: la leggenda dell'Isola che non c'é: nella trama del gioco Peter deve salvare la magia dell'Isola che non c'é dopo che Uncino ha preso la polvere di Trilli, e tra i personaggi ci sono anche Danny e Jane. Il gioco non è canonico e ci sono molti elementi a dimostrarlo:
- Alla fine del film ad Uncino gli viene distrutta la nave dalla Piovra e fuggendo scappa dall'Isola che non c'è, e quindi non può essere tornato dopo essere stato sconfitto definitivamente.
- Non è dato a sapere se Peter torna da Jane dopo gli eventi del film
- Coco in questo film non appare, Uncino menziona che si é liberato di lui (forse uccidendolo oppure il coccodrillo ha lasciato l'isola che non c'é, oppure é morto) ma alla fine del gioco riappare per inseguire Uncino.

## Colonna sonora
Joel McNeely compose la colonna sonora di Ritorno all'Isola che non c'è.

### Album
L'album uscì nel 2002, ma non ne esiste una versione italiana. Tutte le tracce sono scritte e composte da Joel McNeely, tranne dove specificato altrimenti.
Nei titoli di coda del film è stata inserita la canzone "I'll Try" cantata da Jonatha Brooke. Per la versione italiana la canzone si intitola "Vorrei" ed è cantata da Renata Fusco.

#### Tracce
1. BBMak – Do You Believe in Magic? – 2:58 (testo: John Sebastian)
2. Main Title – 2:07
3. Jonatha Brooke – Second Star to the Right – 1:58 (testo: Sammy Fain e Sammy Cahn)
4. The Tale of Pan – 1:45
5. Jonatha Brooke – I'll Try – 4:07 (testo: Jonatha Brooke)
6. Jane Is Kidnapped – 3:34
7. A Childhood Lost – 2:37
8. Jeff Bennett – Here We Go Another Plan – 0:24 (testo: Randy Rogel)
9. Summoning the Octopus / Pan Saves Jane – 2:42
10. Flight Through Never Land – 2:43
11. So to Be One of Us – 1:29 (testo: They Might Be Giants)
12. Meet The Lost Boys – 1:16
13. Now that You're One of Us – 0:38 (testo: They Might Be Giants)
14. Longing for Home – 2:16
15. Hook and The Lost Boys – 3:24
16. Hook Deceives Jane – 2:57
17. Jane Finds the Treasure – 2:00
18. Pan Is Captured – 2:17
19. Jonatha Brooke – I'll Try (Reprise) – 1:09 (testo: Jonatha Brooke)
20. Jane Saves Tink and Pan – 3:29
21. Jane Can Fly – 2:36
22. Flying Home – 3:27
23. Reunion – 2:21

## Distribuzione

### Data di uscita
Le date di uscita internazionali sono state:
- 10 febbraio negli Stati Uniti
- 21 febbraio in Perù (El regreso al país de Nunca Jamás)
- 8 marzo in Sudafrica e Svezia (Tillbaka till landet Ingenstans)
- 15 marzo in Israele e Spagna (Peter Pan en regreso al país de Nunca Jamás)
- 21 marzo in Argentina (Peter Pan 2: El regreso al país de Nunca Jamás), Repubblica Ceca e Messico
- 22 marzo in Danimarca (Peter Pan - Tilbage til Ønskeøen), Irlanda e Norvegia (Peter Pan - Tilbake til drømmeland)
- 27 marzo nel Regno Unito
- 28 marzo in Australia (Peter Pan in Return to Never Land), Hong Kong, Ungheria (Pán Péter - Visszatérés Sohaországba) e Nuova Zelanda
- 29 marzo in Brasile (Peter Pan - De Volta à Terra do Nunca) e Islanda
- 5 aprile a Taiwan
- 12 aprile in Polonia (Piotrus Pan: Wielki powrót)
- 19 aprile in Grecia (Peter Pan: Epistrofi sti Hora tou Pote)
- 24 aprile nelle Filippine
- 3 maggio in Corea del Sud
- 14 giugno in Turchia (Peter Pan varolmayan ülke'de)
- 9 agosto in Portogallo (Peter Pan em a Terra do Nunca)
- 14 agosto in Francia (Peter Pan dans Retour au pays imaginaire)
- 16 agosto in Estonia
- 19 agosto in Austria
- 21 agosto in Belgio
- 6 settembre in Italia
- 19 settembre in Germania (Peter Pan: Neue Abenteuer im Nimmerland)
- 10 ottobre nei Paesi Bassi (Peter Pan 2 - Terug naar nooitgedachtland)
- 21 dicembre in Giappone
- 21 gennaio 2003 in Kuwait
- 19 aprile in Emirati Arabi Uniti

### Edizione italiana
Il doppiaggio italiano del film venne eseguito dalla Royfilm e diretto da Leslie La Penna su dialoghi di Manuela Marianetti. I testi delle canzoni sono invece di Lorena Brancucci, e la direzione musicale è di Ermavilo. L'unico membro del cast del ridoppiaggio del film originale a ritornare nel proprio ruolo è Enzo Garinei, doppiatore di Spugna. Alessio De Filippis e Carlo Reali, voci di Peter Pan e Capitan Uncino, avevano già doppiato i personaggi nella serie TV House of Mouse - Il Topoclub e nei film direct-to-video tratti da essa.

### Edizioni home video

#### VHS
La prima e unica edizione VHS del film uscì in Italia nel marzo 2003, insieme alla prima edizione DVD.

#### DVD
La prima edizione DVD del film uscì in Italia nel marzo 2003, insieme all'edizione VHS. Il film era presente in formato 1.66:1.
La seconda edizione DVD del film uscì in Italia il 14 maggio 2008. Il DVD conteneva alcuni contenuti speciali dell'edizione precedente e altri nuovi, e il film era presente in formato 1.78:1. Il DVD era acquistabile anche con la Platinum Edition de Le avventure di Peter Pan.
La terza edizione DVD del film è uscita il 7 novembre 2012. Il DVD è acquistabile anche in un cofanetto con la coeva edizione speciale DVD de Le avventure di Peter Pan.

## Accoglienza

### Incassi
Il film aprì alla terza posizione del box office dietro Crossroads - Le strade della vita e John Q con $ 11,9 milioni. Ritorno all'Isola che non c'è ha incassato $ 48,4 milioni a livello nazionale e $ 66,7 milioni all'estero, per un lordo mondiale di $ 112,1 milioni, contro un budget di produzione di $ 20 milioni. Era prima delle vendite di DVD, che era stato il mercato inizialmente previsto per il film.

### Critica
Su Rotten Tomatoes il film ha un indice di gradimento del 46% basato su 96 recensioni e una valutazione media di 5,41/10. Il consenso critico del sito recita: "Con le sue canzoni dimenticabili e la storia poco brillante, questo nuovo Pan farà sicuramente divertire i bambini, ma sembrerà più un ricostruito per gli adulti". Su Metacritic, il film ha un punteggio medio ponderato di 49 su 100, sulla base di 26 critici, indicando "recensioni contrastanti o nella media". Il pubblico intervistato da CinemaScore ha assegnato al film un voto medio di "A" su una scala da A+ a F.
Il critico cinematografico Roger Ebert ha assegnato al film tre stelle su quattro e ha elogiato le interpretazioni vocali di Burton e Weaver, in particolare di Burton, anche se ha espresso sorpresa per non aver fatto cantare nessuna delle canzoni del film ai due attori. Peter Bradshaw di The Guardian ha pubblicato una recensione negativa definendo il film un "sequel di cartoni animati completamente privo di ispirazione" del classico Disney, liquidandolo come una ricostruzione molto noiosa del film originale.

## Riconoscimenti
- 2003 - Annie Award
  - candidatura per la miglior colonna sonora in un film d'animazione a Joel McNeely (musica) e Jonatha Brooke (canto)
  - candidatura per la miglior voce in un film d'animazione a Corey Burton
- 2003 - Young Artist Award
  - candidatura per la miglior performance in una voce fuori campo a Spencer Breslin
  - candidatura per la miglior performance in una voce fuori campo - sotto i 10 anni a Andrew McDonough